# Хари Потър и Прокълнатото дете
„Хари Потър и Прокълнатото дете“ (на английски: Harry Potter and the Cursed Child) е пиеса в две части със сценарист Джак Торн, създадена въз основа на оригинална нова история за Хари Потър от Торн, Джоан Роулинг и Джон Тифани. Предварителната премиера на представлението е на 30 юли 2016 г. в Лондонския театър „Палас“ Сценарият е издаден като книга на 31 юли 2016 г.

## Сценарий
Сценарият на двете части на пиесата е пуснат в хартиен и дигитален формат като „Хари Потър и Прокълнатото дете – Първа и втора част“.

### Продажби
В САЩ и Канада са продадени два милиона копия през първите два дни от пускането на книгата. 847 885 копия са продадени през първата седмица от излизането ѝ в Обединеното кралство.